# Femeie cu un papagal
Femeie cu un papagal este o pictură în ulei pe pânză a pictorului francez Gustave Courbet. A fost primul nud al artistului care a fost acceptat de Salonul de la Paris în 1866, după ce o lucrare anterioară din 1864 a fost respinsă ca indecentă. Se află în colecția Muzeului Metropolitan de Artă din orașul New York.

## Descriere
Pictura prezintă o femeie întinsă pe spate, cu un papagal de companie care se așază pe o mână întinsă. Deși pictat într-un stil care să câștige acceptarea Academiei prin postura și tonurile netede ale cărnii, hainele aruncate ale modelului și părul răvășit au fost controversate,[2] deși mai puțin decât Somnul, pictat în același an. Joanna Hiffernan a pozat probabil pentru ambele tablouri, așa cum a făcut-o și pentru altele realizate de Courbet.
Lucrarea este expusă în Galeria 811 a Muzeului Metropolitan.